# Belfegor
Belfegor (Belphagor, Beelphegor) je, prema kršćanskom vjerovanju, demon poznat od razdoblja srednjeg vijeka koji se pojavljuje u liku mlade žene, jedan je od sedam prinčeva pakla. Također, može se pojavljivati i u obliku zastrašujućeg čudovišta s oštrim noktima, rogovima i dugom bradom. Poznat je i kao gospodar prolaza pa se pretpostavlja da je, prema drevnom vjerovanju, bio zadužen za čuvanje Sedam vrata koja se nalaze između Zemlje i Pakla, kroz koja prolaze zli i grešni ljudi.
Prema kabali, prije pada bio je jedan od anđela u zboru Gospodstava, dok u kršćanskoj tradiciji prezentira jedan od sedam smrtnih grijeha; lijenost.

## Podrijetlo i karakteristike
Ime Belfegor je iskrivljen oblik imena božanstva Baal-Peora, boga Moapljana. Prema Knjizi brojeva (25,2-5), Židovi su tijekom svog lutanja odsjeli kod Abel-Shittima, gdje su se upustili u vezu s Moapljankama, što je dovelo do širenja štovanja Baal-peora kod samih Židova. Mojsije je za kaznu pobio sve Židove koji su prinosili žrtve poganskom bogu.
Prema tradiciji, ima titulu kneza u paklu. Stvara zavist, nezadovoljstvo među ljudima te razdor i nepovjerenjre u braku. Na poziv čarobnjaka, Belfegor ima moć osigurati prizivatelju blagostanje, velika otkrića, a može i stvarati čarolije.